# Дом М. И. Галеева
Дом М. И. Галеева — историческое здание в Казани, в Старо-Татарской слободе, на улице Габдуллы Тукая, дом 38. Построен во второй половине XIX века. Объект культурного наследия регионального значения.

## История
Здание возведено во второй половине XIX века для купца Мухаметзяна Галеева. В 1881 году по его же заказу и по проекту архитектора П. И. Романова здание надстроено вторым этажом. В 1912 году дом снова перестроен по заказу старшего сына первого владельца, теолога Галимзяна Галеева, известного под псевдонимом Баруди. Дом отреставрирован в 2014—2016 гг. по проекту архитектора-реставратора С. А. Мамлеевой.

## Архитектура
Дом построен в стиле эклектики с использованием элементов барокко и классицизма. Дом кирпичный, двухэтажный, в плане приблизительно прямоугольный. Левая часть фасада в 6 оконных осей симметрична, а правая часть, в которой ранее была проездная арка (она заложена, но свод сложного профиля виден), выглядит пристроенной. По центру симметричной части дома здание венчает аттик сложной формы с люкарной. В симметричной части имеются узкие боковые ризалиты в одну оконную ось, над которыми здание завершают небольшие фронтоны. Окна нижнего этажа имеют прямоугольную форму и простое обрамление, украшены лучковыми сандриками с боковыми свесами и замковыми камнями. Оконные проёмы верхнего этажа имеют высокую лучковую перемычку, замковые камни и над ними — сложные профилированные сандрики. Под окнами находятся кессоны. Фриз украшают узкие консоли. Боковые фасады оформлены проще, на них окна без наличников или с простым обрамлением.